# DeRidder
Pour les articles homonymes, voir Deridder.
DeRidder est une ville des paroisses de Beauregard et Vernon, en Louisiane, aux États-Unis,. Sa population s’élevait à 10 578 habitants lors du recensement de 2010, estimée à 10 797 habitants en 2017.

## Histoire
La ville a été nommée en hommage à Ella De Ridder, membre de la famille d'un investisseur du chemin de fer.

## Démographie
| Groupe            | DeRidder | Louisiane | États-Unis |
| ----------------- | -------- | --------- | ---------- |
| Blancs            | 59,6     | 62,7      | 72,4       |
| Afro-Américains   | 33,4     | 32,0      | 12,6       |
| Métis             | 3,5      | 1,6       | 2,9        |
| Asiatiques        | 1,5      | 1,6       | 4,8        |
| Autres            | 1,1      | 1,6       | 6,4        |
| Amérindiens       | 0,9      | 0,7       | 0,9        |
| Total             | 100      | 100       | 100        |
|                   |          |           |            |
| Latino-Américains | 4,5      | 4,3       | 16,7       |

Selon l'American Community Survey en 2015, 92,14 % de la population âgée de plus de 5 ans déclare parler l'anglais à la maison, 4,30 % l'espagnol, 1,25 % l'allemand et 2,31 % une autre langue.